# Variatore di anticipo
Il variatore d'anticipo è un dispositivo che serve per modificare l'anticipo d'accensione secondo determinati criteri costruttivi, in modo d'ampliare le funzionalità del sistema d'accensione ed attualmente utilizzato per adattare gli impianti a diversi combustibili. 

## Storia
L'utilizzo del Metano (CNG) e del GPL per autotrazione è stato introdotto negli anni ‘30 in Italia e poi, a partire dagli anni ‘70-‘80, a causa della crisi del petrolio, si è diffuso in quasi tutto il mondo. Prima dell'avvento del variatore d'anticipo, per migliorare il funzionamento ed il rendimento delle vetture convertite a Metano (CNG) o GPL si agiva manualmente su alcuni organi meccanici del motore per anticiparne il punto d'accensione. Questa operazione se da una parte ne migliorava il funzionamento a gas dall'altra ne peggiorava il funzionamento a benzina.
Nel 1984, i due soci fondatori dell'azienda italiana A.E.B., inventano il primo variatore d'anticipo: questo dispositivo, grazie all'elettronica, consente in maniera del tutto automatica di anticipare il punto d'accensione durante il funzionamento a gas, mentre lo ripristina durante il funzionamento a benzina, consentendo al motore di essere sempre efficiente. 
Poiché il variatore è strettamente legato ai vari tipi d'accensione della vettura, negli anni la sua evoluzione è andata di pari passo con quella dei sistemi di accensione stessi.

## Tipo di variatore
I variatori d'anticipo sono stati sviluppati con diverse tecnologie  VARIATORE MECCANICO A DEPRESSIONE E A MASSE CENTRIFUGHE
Una volta l'accensione delle auto era meccanica: infatti all'interno dello spinterogeno erano alloggiate le 'puntine', il cui compito era quello di fare circolare la corrente sulla bobina d'accensione quando erano chiuse e, al momento opportuno, aprendosi, consentivano alla bobina che aveva immagazzinato energia di generare la scintilla sulle candele. Le puntine erano fissate ad un piatto mobile che poteva essere mosso da una pompetta a depressione mossa dal flusso d'aria del carburatore o da delle masse centrifughe all'aumentare dei giri del motore modificando l'anticipo di accensione

### Variatore elettronico
Le puntine vengono sostituite dai 'transistor', l'elettronica comincia a soppiantare la meccanica: vengono perciò create 2 nuove famiglie di variatori :
- Per 'segnali ad alta tensione', questi variatori vengono installati tra la bobina ed il modulo d'accensione.
- Per 'segnali a bassa tensione', in questo caso il variatore viene collegato sulla base del transistor che pilota la bobina d'accensione e il segnale di pilotaggio.

#### Prima generazione
Con questa prima generazione si e presentano come fondamentale novità:
- Regolazione dell'anticipo tramite appositi micro interruttori si può regolare l'anticipo e selezionare il numero dei cilindri del motore su cui devono essere installati; ciò ne consente l'installazione su un gran numero di veicoli.

#### Seconda generazione

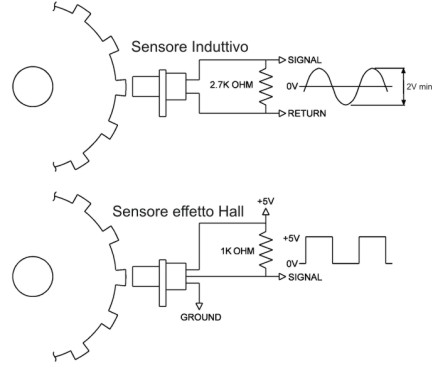
Segnali induttivi e ad effetto Hall

La seconda generazione sono i variatori della famiglia PICK–UP, ha come caratteristica di:
- Modificare il segnale d'ingresso della centralina d'accensione a modificare l'anticipo del segnale anticipandolo in modo fisso e costante, senza la possibilità d'essere variato in alcun modo
- Disinserire la funzione di correzione in condizioni di minimo e di ritorno al funzionamento ad un'alimentazione con il combustibile standard

#### Terza generazione
La 'terza generazione' di variatori sono i "variatori riprogrammabili".
I variatori riprogrammabili vengono sviluppati a partire dai primi anni del 2000 e le migliorie ottenute vengono applicate sia ai variatori a bassa tensione (per accensione elettronica con spinterogeno e modulo di accensione a transistor), sia a quelli per sensori di tipo induttivo o ad effetto Hall (per accensione elettronica-analogica ed elettronica-digitale).
I primi modelli erano applicabili di default ad un numero più o meno ampio di vetture ma, grazie appunto alla loro riprogrammabilità, questo numero si alza notevolmente, infatti il loro firmware può essere riprogrammato direttamente dall'installatore nel caso di vetture diverse da quelle standard, grazie ad un semplice 'kit di riprogrammazione'.
La programmazione dell'anticipo (6°, 9°, 12° o 15°) varia in base ovviamente al tipo di carburante alternativo utilizzato Metano (CNG) o GPL e al tipo di vettura.
Con i variatori di terza generazione viene coperto quasi l'80% delle vetture in commercio.

#### Quarta generazione
Nel 2009, l'inserimento sul mercato di nuovi modelli di auto e l'introduzione di nuovi controlli diagnostici, ha creato l'esigenza di progettare nuovi variatori d'anticipo, che per questo possono essere considerati la quarta generazione.
Le loro caratteristiche principali sono:
- La maggiore potenza/versatilità dell'elettronica ad essi applicata. Alcuni di questi variatori infatti leggono un segnale induttivo e fino a 2 segnali Hall, oppure 2 segnali Hall: è grazie a questa caratteristica che questi variatori vanno a sostituire ampiamente tutti quelli della generazione precedente.
- La possibilità di collegare questi nuovi variatori al TPS e avere una maggiore flessibilità dell'anticipo, la variazione dell'anticipo può essere generato anche in base al carico motore e non solo al numero di giri.
- La veloce riprogrammazione, come per i variatori della generazione precedente, ma la loro riprogrammazione avviene più velocemente (qualche secondo contro un paio di minuti di media).

In questo modo viene coperto il 99% delle vetture in commercio. Basta un semplice oscilloscopio per rilevare le forme d'onda che permettono l'elaborazione di una nuova configurazione specifica, che può essere caricata nella centralina grazie al kit di riprogrammazione, anche a distanza. Oltre alle singole configurazioni, anche il firmware può essere costantemente aggiornato, per aggiungere nuove funzionalità. 
Per tutte queste ragioni i variatori della quarta generazione possono essere considerati i variatori universali.

## Sviluppi futuri
La storia dei variatori d'anticipo non può assolutamente ritenersi conclusa: attualmente l'obiettivo principale è quello di aumentarne ancora di più la flessibilità. Si apre dunque la strada ai variatori di 'quinta generazione', questi dovranno essere in grado di adattarsi automaticamente al tipo di sensore a cui vengono collegati.